# La Minerve (Québec)
Pour les articles homonymes, voir La Minerve.
La Minerve est une municipalité du Québec (Canada) située dans la municipalité régionale de comté des Laurentides, dans la région administrative des Laurentides.

## Toponymie
La Minerve doit son nom à son canton éponyme qui reprend lui-même son nom au journal La Minerve, paru entre 1826 et 1899. C'est à la suite de la visite de l'arrière-pays de Labelle et Saint-Jovite par les employés du journal que Ludger Duvernay, alors propriétaire de La Minerve, commence à militer activement pour la colonisation du canton de La Minerve. Le canton est proclamé en 1892 et la municipalité de canton est constituée la même année. Elle change son statut pour celui de municipalité en 1998. La bureau de poste a quant à lui porté le nom de Minerve entre 1896 et 1949, date à laquelle l'article initial a été remis.

## Histoire
La Minerve doit sa naissance au célèbre curé Labelle, l’apôtre de la colonisation du nord du Québec.
Le nom de La Minerve rappelle le journal La Minerve fondé en 1826 par Augustin-Norbert Morin, puis acheté en 1827 par Ludger Duvernay. Plusieurs organismes œuvrent bénévolement au sein de la municipalité et des activités sont organisées tout au long de l’année.

## Géographie
La rivière Preston, située à l'ouest, draine le territoire du nord au sud sur une distance de 8 kilomètres. Elle prend en charge les eaux des lacs Lesage, Napoléon, Croche, Équerre et Daigneault pour ensuite affluer dans le lac La Minerve, lac aux Castors et le lac Preston situé dans le sud-ouest de la municipalité.
Une autre série de lacs draine la partie centrale du territoire sur plus de 15 kilomètres. Elle est formée des lacs Désert, Chapleau et des Mauves. À l'est, les plus importants plans d'eau sont les lacs Labelle et Alphonse. De plus, on compte une trentaine de plus petits plans d'eau.
La réserve faunique de Papineau-Labelle couvre le sud du territoire on y retrouve la forêt ancienne du Lac-Preston située à l'ouest du lac Preston.

## Démographie
| 1991 | 1996 | 2001  | 2006  | 2011  | 2016  | 2021  |
| ---- | ---- | ----- | ----- | ----- | ----- | ----- |
| 880  | 927  | 1 080 | 1 295 | 1 234 | 1 205 | 1 421 |

## Administration
Les élections municipales se font en bloc pour le maire et les six conseillers.
| La Minerve Maires depuis 2001                                                                                        |                     |         |          |
| Élection | Maire               | Qualité | Résultat |
| 2001 | Gilbert Forget      |         | Voir     |
| 2005 | Serge Jetté         |         | Voir     |
| 2009 | Jacques Grévy       |         | Voir     |
| 2011 | Jean-Pierre Monette |         | Voir     |
| 2013 | Jean-Pierre Monette | Voir    |          |
| 2017 | Jean-Pierre Monette | Voir    |          |
| 2021 | Johnny Salera       |         | Voir     |
| Élection partielle en italique Depuis 2005, les élections sont simultanées dans toutes les municipalités québécoises |                     |         |          |

## Éducation
L'école primaire La Relève a une capacité de 80 élèves, géré par la Commission scolaire des Laurentides, est situé sur le chemin des Pionniers, au cœur du village.